# パテ (映画会社)
パテ（パテー、フランス語: Pathé）は、フランスの大手映画製作会社である。パテ兄弟社（パテきょうだいしゃ）、パテ・フレール（フランス語: Pathé Frères）とも。

## 歴史

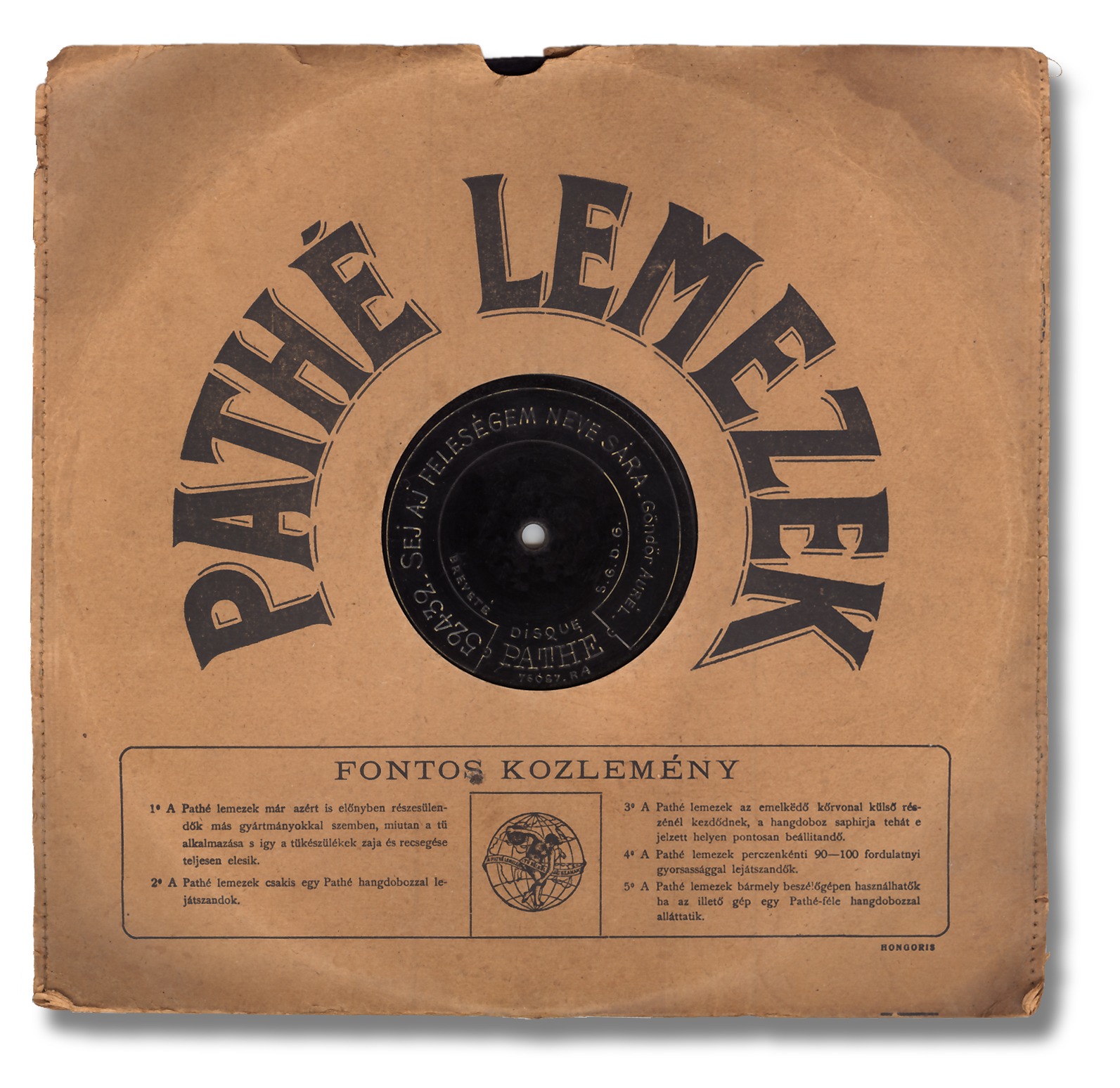
パテがハンガリーで発売していたレコード

### レコードと映画撮影機器
1896年9月28日、シャルル・パテ（Charles Pathé）、エミール・パテ（Émile Pathé）、テオフィル・パテ（Théophile Pathé）、ジャック・パテ（Jacques Pathé）のパテ4兄弟がパリにフォノグラフ（蓄音機）・レコードを販売する「パテ兄弟商会」（Société Pathé Frères）を設立した。
兄弟のうちビジネスを主導したのはシャルル・パテで、家業の肉屋を飛び出し、弟のエミールとパリでビストロを成功させたのち、1894年にグラモフォンを扱う商店を開いたのを契機に、後にはパリ西郊シャトゥーにフォノグラフ工場を建てるほどに事業を拡大させた。さらにシャルルは新たな娯楽機器、特に当時登場したばかりの映画にも可能性を見出し、映画用の機材の製造もはじめるようになった。彼は事業拡大の資金を集めるために1897年に会社の株式を公開し社名を「Compagnie Générale des Établissements Pathé Frères Phonographes & Cinématographes」（パテ兄弟フォノグラフ・シネマトグラフ株式会社、C.G.P.C）と改め、パリ証券取引所（Paris Bourse）にも上場した。パテ兄弟社は20世紀の初頭には、レコード製作の大手であるとともに、世界でも最大手の映画撮影機器製造会社ともなった。1900年パリ万博で、シャルル・パテは多忙から、パテやゴーモンで映画の出演や監督などを行っていたフェルディナン・ゼッカに自社パビリオンの運営を任せた。その出来に感心したシャルルはゼッカに自社の監督の地位を打診し、すぐさまゼッカはシャルルの右腕となりパテのために大量の映画を監督し、パテの映画部門を統括して多数の映画監督や俳優を率いた。
1902年にはリュミエール兄弟から映画関係の特許を取得し、スタジオ用カメラの改善や独自のフィルム・ストックの製造を開始した。パテ兄弟社は、先進技術を使った映画撮影機器、パリ東郊のヴァンセンヌに建設した現像工場、攻撃的なマーケティングと効率的な映画配給によって世界の映画市場のシェアの多くを占めた。1902年にはロンドンに進出し工場および映画館網を築いた。1909年までにパテ兄弟社はフランスおよびベルギーに200以上の映画館を建て、翌1910年にはマドリッド、モスクワ、ローマ、ニューヨーク、およびオーストラリアと日本にも営業網を広げていた。またニューヨーク州バッファローで配給中間業者（エクスチェンジ業、Film Exchange）を始めている。第一次世界大戦直前の時期には、パテ兄弟社はヨーロッパの映画用カメラおよび映写機の市場を支配しており、世界の映画の半分以上がパテ兄弟社の機材を使って撮影されていた。

### 技術革新

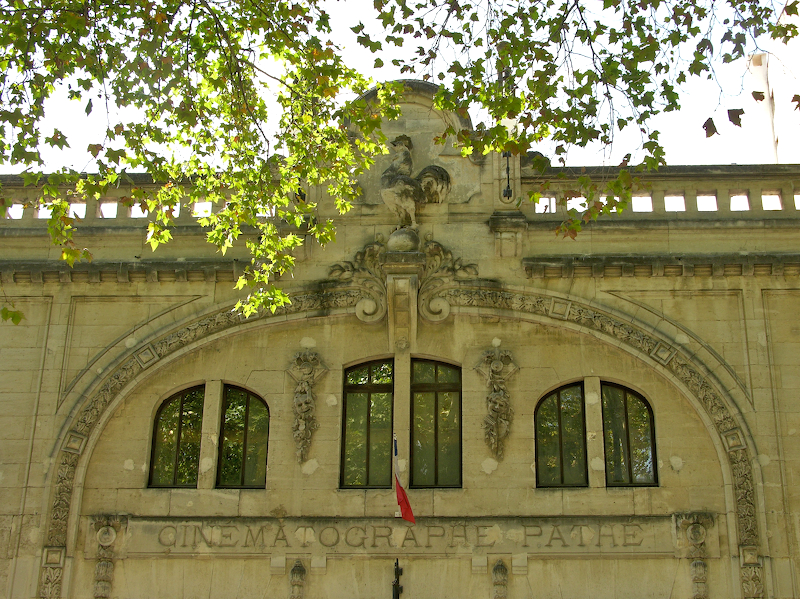
南仏モンペリエの映画館。「Cinématographe Pathé」の文字と、雄鶏のロゴマークが刻まれている

映画が普及すると、カラーフィルムによる撮影やフィルムとレコードの同時再生といった、さらなる技術革新に関心が向けられるようになった。パテ兄弟社も様々な映画機材や映画のジャンルを開発した。1908年に長編映画の前に上映する短編ニュース映画を世界で初めて導入した。これらのニュースのオープニングには、パテ兄弟社のロゴ（鳴く雄鶏）が必ずあった。1912年にはパテスコープ（Pathescope）というブランド名で28mm不燃フィルムとその撮影・上映機材を販売している。1914年にはアメリカの映画製作の中心地だったニュージャージー州フォートリーに映画撮影所を開設し、記録的な成功を収めた連続活劇『ポーリンの危難』（The Perils of Pauline）を製作した。
パテ兄弟社は事業が広がり巨大化したため、1918年にはフォノグラフ・レコード部門と映画部門を別々の会社へと分割した。エミール・パテが社長を務めるパテ・レコーズがフォノグラフ・レコードの録音や販売を行う一方、シャルル・パテが経営するパテ・シネマが映画の製作・配給・上映を一手に引き受けることになった。1922年には新開発の9.5mmフィルムを使用した家庭用映画撮影機器パテ・ベイビー（Pathé Baby）を発売し、その後数十年人気を博した。一方、1923年にはパテはアメリカの映画製作部門を売却した。同部門はパテ・エクスチェンジ（Pathé Exchange）と名を改め、1928年にRKOに買収された。また1927年にはイギリスの映画スタジオをイーストマン・コダックに売却している。一方でイギリスの劇場網や配給部門は維持し続けた。パテ・レコーズは1920年代後半までにその事業をアメリカなどの大手レコード会社へと売却した。

### ベルナール・ナタンによる経営
1929年2月末、映画プロデューサーのベルナール・ナタン（Bernard Natan）がパテを買収し、その経営権を握った。
ナタンは1886年にルーマニアのヤシで生まれたユダヤ人（出生時の名前は ナタン・タネンザップフ Natan Tanenzapf）で、1906年にフランスに移住し映写技師となり、大戦でフランス軍に従軍した後に「ラピッド・フィルム」（Rapid Film）を率いて快進撃を続けていた。彼がパテを買収した時点で、パテの財政は危機的状況にあった。創業者シャルル・パテは1920年代から会社の資産を売却し続け、その金で株主への配当を増やし続け、会社のキャッシュフローを健全に見せかけていた。シャルルは当時、パテという社名と雄鶏のロゴを、会社の収益のわずか2%という額で他社に売るようなことまでしていた。ナタンが買収した会社はこのような状況であり、しかもアメリカに始まった大恐慌がフランスに襲いかかりつつあるという最悪の時期でもあった。
ナタンはマスメディアから執拗な攻撃（特に反ユダヤ感情に基づくもの）を受け続けたが、パテの財政を健全化して、製作から配給までの垂直統合を進め近代的な映画会社へと改造しようとした。パテ・シネマはパテ・ナタン（Pathé-Natan）へと改名し、アルテュール・ベルネードとガストン・ルルーが経営していた映画会社「Sociètè des Cinéromans」を買収したほか、映画館経営会社を買収しフランスやベルギーでの映画館網を強化した。1930年代前半の大不況およびアメリカ映画の猛攻でフランスの映画会社が次々倒産したにもかかわらず、パテ・ナタンは好調な経営を続けた。利益は1億フランに達し、年に60本以上の長編映画を製作した（これは当時のアメリカの大手映画会社が製作した映画の合計に匹敵する）。1927年に利益が上がらないとして製作を中止していたニュース映画「パテ・ニュース」も再開させた。
ナタンは映画ビジネスの拡大のために研究開発にも投資した。トーキーを導入し、1929年9月に最初のトーキー長編映画を製作し、その1ヵ月後に最初の音声付きニュース映画を製作した。また「Pathé-Revue」と「Actualités Féminines」の2つの映画雑誌を創刊し、パテの映画のマーケティングや顧客の需要喚起に役立てた。また天文学者・光学技術者アンリ・クレティアン（Henri Chrétien）の研究にも投資した。彼は、シネマスコープやその他のワイドスクリーン・フォーマットを可能にしたアナモルフィック・レンズの発明者であった。
ナタンは映画以外のメディア産業にも投資を進めた。1929年11月にはジョン・ロジー・ベアードと共同でフランス最初のテレビジョン放送会社「Télévision-Baird-Natan」を設立した。1930年にはパリのラジオ放送局を買い、持株会社「Radio-Natan-Vitus」を設立してラジオ帝国の建設へと乗り出した。
しかし1935年、パテは破産宣告された。会社の拡大を続けるため、パテの取締役会（シャルル・パテもその一員として残っていた）は1930年に1億500万フラン分の株式発行を決議していた。しかし不況の深刻化で株式のうち半分が売れ残った。パテはもはや買う余裕のない劇場チェーンの買収計画を進めねばならず、収益が上がっているにもかかわらずそれ以上の損失を出し続けた。
パテの倒産でナタンはフランスの官憲の取り調べを受けた。ナタンは、担保もないのに企業買収のための資金融資を受けた疑い、ペーパーカンパニーを作って投資を呼びかけ集まった資金を踏み倒した疑い、怠慢から会社の経営ミスを引き起こした疑いで咎められ、さらに改名してルーマニアやユダヤの出自をごまかそうとしたとまで非難された。ナタンは1939年に告訴され収監された。収監中の1941年にも告訴を受け有罪とされている。1942年9月に釈放されたが、当時はすでにフランスはナチス・ドイツによる占領下で、フランス当局はナタンを占領当局に引き渡し、彼はそのままアウシュヴィッツへと送られた。ナタンは同年もしくは翌43年にアウシュヴィッツで死亡したと考えられている。

### 戦後
その後のパテは事業再編や映画産業の没落に苦しみ、戦後はテレビ業界のための番組制作などに活路を見出した。1970年代のパテは、映画製作の収益を劇場経営からの収益が上回った。この時代のパテを助けたのはナタンが残した劇場網などの遺産であった。パテはイタリアの投資家ジャンカルロ・パレッティ（Giancarlo Parretti）に買収され、パレッティはパテを1990年のMGM買収の足がかりとしたが、最終的にはパレッティは破産しパテもMGMも失った。
1990年、パレッティが去ったパテは、フランスのメディア王ジェローム・セドゥー（Jérôme Seydoux）に買収された。フランスの情報通信産業の規制緩和により、1999年にパテはヴィヴェンディと合併比率2対3で合併した。ヴィヴェンディは、イギリスの衛星放送会社ブリティッシュ・スカイ・ブロードキャスティング（BスカイB）やフランスの衛星放送会社CanalSatelliteにおけるパテの持分を保持し、残りをジェローム・セドゥーの一族の企業「Fornier SA」に売却した。同社はパテと改名し現在にいたっている。

## パテ・グループ
パテの事業は以下の通りとなっている。
- 映画
  - 製作
  - 劇場への配給、家庭へのソフト販売
  - 保有する映画の海外上映権売買
  - 劇場網（パテとゴーモンは劇場網の連合体EuroPalacesを作っている）
- ケーブルテレビおよび衛星放送
  - TMC（Télé Monte Carlo）
  - Comédie!（majority shareholder）
  - cuisine.tv
  - Voyage

## パテ・ニュース
1910年にシャルル・パテによってイギリスで設立され1970年まで存続したニュース制作配信会社。アメリカ部門は1921年に分離し、1956年まで続いた。イギリスのパテ・ニュースは他社に売却されたのち、2002年に全在庫フィルムがデジタル化され、「ブリティッシュ・パテ（British Pathé）」の名でオンライン視聴可能となっている。